# Centrerat dekagontal
Centrerat dekagontal är ett centrerat polygontal som representerar en dekagon med en punkt i mitten, och som byggs vidare av punkter kring den. Det centrerade dekagontalet för n ges av formeln:
{\displaystyle 5(n^{2}-n)+1\,}
De första centrerade dekagontalen är:
1, 11, 31, 61, 101, 151, 211, 281, 361, 451, 551, 661, 781, 911, 1051, … (talföljd A062786 i OEIS)
Precis som alla andra centrerade k-gontal kan det n:te centrerade dekagontalet räknas genom att multiplicera det (n − 1):te triangeltalet med k (10 i detta fall) och sedan addera produkten med 1. Som en konsekvens av att utföra beräkningen i basen 10 kan de centrerade dekagontalen fås genom att enkelt lägga till en 1 till höger om varje triangeltal. Därför är alla centrerade dekagontal udda och i basen 10 slutar på 1.
En annan konsekvens av detta förhållande till triangeltal är denna differensekvation för centrerade dekagontal:
{\displaystyle CD_{n}=CD_{n-1}+10(n-1)\,}
där CD1 är 1.

## Centrerade dekagonprimtal
Ett centrerat dekagonprimtal är ett centrerat dekagontal som är primtal. De första centrerade dekagonprimtalen är:
11, 31, 61, 101, 151, 211, 281, 661, 911, 1051, 1201, 1361, 1531, 1901, 2311, 2531, 3001, 3251, 3511, 4651, 5281, …